# 金城郡
金城郡，中國古郡名。西漢始元六年（前81年）置。西漢末年其轄境大致相當於今甘肅省蘭州市、青海省西寧市、海東市一帶，屬涼州刺史部。初置時郡治在金城縣（縣治在今甘肅省蘭州市城區），後移治縣（縣治在今甘肅省永靖縣西北）。東漢末析置西平郡。隋置蘭州總管府。唐初置蘭州，天寶中改為金城郡，乾元元年（758年）復改為蘭州。

## 郡名起源
金城郡因其治所起初在金城縣而得名。關於“金城”之名，東漢應劭云：“初，築城得金，故曰金城”。晉人臣瓚則認為：“稱金，取其堅固也。故《墨子》曰：雖金城湯池”。漢明帝曾召見日南郡的上計吏張重，詢問日南郡是否真的在太陽之南，張重答道：“鴈門不見壘鴈為門，金城郡不見積金為郡”。可見其地並不產金。

## 建置沿革

### 漢代金城郡

#### 西漢
金城郡之地原本分屬隴西郡、天水郡、張掖郡。漢武帝時，置河西四郡，以“隔絕羌、胡”。元鼎六年（前111年），先零羌聯合匈奴，侵入令居縣、安故縣，武帝遣李息、徐自為擊破之，始置護羌校尉。
漢昭帝始元六年（前81年），因“邊塞闊遠”，割天水、隴西、張掖各二縣置金城郡。設置金城郡的目的是加強對西羌的控制。據考，金城郡始置時當領有金城、榆中、枹罕、白石、令居等縣。之後郡界逐步向西推進，增置臨羌縣、浩亹縣。漢宣帝神爵元年（前61年），趙充國率軍西征先零羌。神爵二年（前60年），置街縣、破羌縣、河關縣，並置金城屬國管理內附羌人。漢成帝绥和元年（前8年），金城郡治允吾，领十三县：允吾、浩亹、令居、枝陽、金城、榆中、枹罕、白石、河關、破羌、允街、安夷、臨羌。漢平帝元始二年（公元2年），金城郡有38470戶，149648人。
| 縣名   | 縣治所在地                 | 始置年代 | 王莽改名 | 備註                       |
| ------ | -------------------------- | -------- | -------- | -------------------------- |
| 縣     | 甘肅省永靖縣西北           |          | 修遠     | 王莽封梁鴻之父梁讓於此地。 |
| 浩亹縣 | 甘肅省永登縣河橋鎮         |          | 興武     |                            |
| 令居縣 | 甘肅省永登縣城關鎮         | 前111年  | 罕虜     |                            |
| 枝陽縣 | 甘肅省永登縣南             |          |          |                            |
| 金城縣 | 甘肅省蘭州市城區           |          | 金屏     |                            |
| 榆中縣 | 甘肅省榆中縣西             | 秦代     |          |                            |
| 枹罕縣 | 甘肅省臨夏市西南           |          |          |                            |
| 白石縣 | 甘肅省臨夏縣西南           |          | 順礫     |                            |
| 河關縣 | 青海省同仁縣一帶           | 前60年   |          | 縣西南有積石山。           |
| 破羌縣 | 青海省海东市樂都区東       | 前60年   |          |                            |
| 街縣   | 甘肅省永登縣紅城鎮玉山古城 | 前60年   | 修遠亭   |                            |
| 安夷縣 | 青海省西寧市東             |          |          |                            |
| 臨羌縣 | 青海省湟源縣東南           |          | 監羌     |                            |

##### 與西海郡之關係
《漢書》地理志記載，王莽改金城郡為西海郡。但《漢書》平帝紀與王莽傳則明載西海郡為漢平帝末年新開之郡。元始四年（公元4年），王莽為營造“四海昇平”之氣象，派人持財物利誘居於青海湖一帶的卑和羌首領良願獻地，以其地置西海郡，與東海郡、北海郡、南海郡湊足“四海”之數。闞骃《十三州志》：“（龍夷縣）城在臨羌新縣西三十里，王莽納西零之獻以為西海郡，治此城。”案此，則西海郡當為金城郡以西塞外之地。
另一種觀點認為，金城、西海原為兩郡，王莽時西海郡被羌人攻佔，於是將金城郡改名為西海郡。王峻《漢書證誤》：“今按其地正當青海之東，故《水經注》又曰：‘莽置西海郡，築五縣周海，亭燧相望。莽篡政紛亂，亦廢棄。’蓋莽初置時本在金城之外，其後廢棄，遂移其名於金城耳。”
王先謙則持折中觀點：“莽時獻地之卑和羌，在臨羌縣西，見後闞骃注。莽納其地，因並金城之名改西海耳。《志》文不誤。”認為王莽將卑和羌所獻之地並入金城郡，又改金城為西海。

#### 東漢
更始元年（23年），涼州為隗囂所據。更始二年，更始帝召隗囂入朝後，金城郡及河西四郡轉入張掖屬國都尉竇融之手。漢光武帝建武五年（27年），竇融降漢。然而“自王莽末，西羌寇邊，遂入居塞內，金城屬縣多為虜有”，“更始、赤眉之際，羌遂放縱，寇金城、隴西”，“先零羌殺金城太守居其郡”，於是金城人口多遷居武威。建武十一年（33年），馬援出征隴西，破先零羌於臨洮，諸羌退守浩亹隘。馬援又襲允吾谷，得勝而歸。朝臣認為破羌縣以西之地僻遠多寇，欲棄其地。馬援上書諫阻：“破羌以西城多完牢，易可依固；其田土肥壤，灌溉流通。如令羌在湟中，則為害不休，不可棄也。”。次年（34年），金城郡殘餘之地併入隴西郡。十三年（35年），馬援破武都參狼羌，於是“隴右清淨”，分隴西郡復置金城郡。漢和帝永元十四年（102年），拜曹鳳為金城西部都尉，都尉治所移駐龍耆城，管轄西海郡故地。
漢安帝永初三年（109年）當煎羌、勒姐羌攻入破羌縣。四年（110年），先零羌攻入褒中縣，漢中太守鄭勤戰死，金城郡陷落。於是僑置金城郡於隴西郡境內，治所在襄武縣。元初元年（114年），護羌校尉侯霸、馬賢等擊破當煎、勒姐，涼州刺史皮楊平定隴西。不久復置金城郡。漢順帝永和五年（140年），金城郡領十縣：允吾、金城、榆中、令居、枝陽、臨羌、浩亹、允街、破羌、安夷。有3858戶，18947人。在此之前，枹罕、白石、河關三縣已劃入隴西郡。漢獻帝建安中，析金城郡西部數縣置西平郡。吳增僅認為，西平郡當領有破羌、安夷、臨羌等縣。

#### 魏晉南北朝
魏晉之際，金城郡移治榆中縣。西晉泰始五年（269年），金城郡改屬秦州。太康三年（282年），金城郡改屬雍州，領榆中、允街、金城、白土、浩亹五縣，約有2000戶。不久又改屬涼州。
十六國前期，金城郡分屬前趙、前涼。前涼張寔新置永登縣，與金城郡令居、枝陽二縣合為廣武郡。前涼張駿時金城郡改屬河州。西秦時，乞伏乾歸曾數次以金城郡苑川城為都城。北魏時，金城郡領榆中、大夏二縣。西魏時，以西秦舊都苑川城置子城縣（在今蘭州市西北），為金城郡治所。子城縣下有苑川鄉。
隋開皇三年（583年）郡廢，置蘭州總管府。

### 隋代金城郡
隋煬帝大業三年（607年），改蘭州置金城郡，改郡治子城縣為金城縣，領金城、狄道二縣，有13157戶。隋末，改金城縣為五泉縣。大業十三年（617年），金城校尉薛舉、薛仁杲父子據金城郡起兵，盡有隴西之地，號稱“西秦霸王”。
唐武德二年（619年）平薛仁杲，改金城郡為蘭州，領五泉、廣武、狄道三縣。天寶元年（742年）又改蘭州為金城郡，仍領三縣，治五泉。天寶二年，割狄道縣置狄道郡，此時金城郡有2889戶，14226人。乾元元年（758年）復改金城郡為蘭州。

## 職官

### 太守
- 廉褒，字子上，永始三年（前15年）離任。[28]
- 庫鈞，王莽時金城太守。東漢建武初年尚在任。
- 郝崇，漢章帝時金城太守。
- 侯霸，漢和帝時在任。與河南人侯霸並非一人。
- 張篤
- 霍谞
- 楊統
- 楊淮
- 蘇謙
- 殷華
- 陳懿
- 蘇則，建安二十年至漢末為金城太守。[29]
- 張就[30]

### 金城西部都尉
- 曹鳳，漢和帝時為金城西部都尉，駐龍耆城。[31]

## 人物
- 麴嘉，金城榆中人，麴氏高昌的建立者。